# ويل بيردو
ويل بيردو (بالإنجليزية: Will Perdue)‏ مواليد 29 أغسطس 1965 في ملبورن، هو لاعب كرة سلة محترف أمريكي معتزل بدأ مسيرته الاحترافية في سنة 1988 حيث تم اختياره من قبل فريق شيكاغو بولز خلال الدرافت. يبلغ طوله 7 قدم 1 بوصة (2.2 م). اعتزل اللعب في 2001.

## فرق لعب لها
- شيكاغو بولز
- سان أنطونيو سبرز
- بورتلاند ترايل بلايزرز

## روابط خارجية
- ويل بيردو على موقع إن بي أي (الإنجليزية)
- ويل بيردو على موقع سبورتس رفرنس (الإنجليزية)
- ويل بيردو على موقع كرة السلة الأوروبية.كوم (الإنجليزية)
- ويل بيردو على موقع كلية كرة السلة في سبورتس رفرنس.كوم (الإنجليزية)
- ويل بيردو على موقع ريلجم (الإنجليزية)
- ويل بيردو على موقع بروبوليرز (الإنجليزية)